# Recine
O REcine – Festival Internacional de Cinema de Arquivo é um festival de cinema documentário brasileiro, com sede no Rio de Janeiro.

## Histórico
Criado em 2002 pelo Arquivo Nacional, o festival foi idealizado com o intuito de promover a conscientização sobre a preservação de acervos audiovisuais. Até 2014, a mostra era organizada em conjunto entre o Arquivo Nacional e a empresa produtora Rio de Cinema Produções, até que divergências sobre o formato do festival levaram ao rompimento dessa parceria. A Rio de Cinema manteve os direitos sobre o REcine, enquanto que o Arquivo Nacional teve que recriar uma nova mostra de cinema em 2015, o Arquivo em Cartaz.